# هتل نیوهمپشایر
هتل نیوهمپشایر (انگلیسی: The Hotel New Hampshire) یک رمان تربیتی از جان اروینگ است. این کتاب در سال ۱۹۸۱ در کشور ایالات متحده آمریکا چاپ شد.